# Дэй, Пол (скульптор)
Пол Дэй (англ. Paul Day; род. 1967, Хоршам, Западный Суссекс, Великобритания) — британский скульптор.

## Биография
Пол Дэй родился в 1967 году в Хоршаме. В 1988 году окончил Колчестерский институт, в 1989-м — колледж искусств Дарлингтона, где учился рисованию, а в 1991 году — Глостерширскую школу искусства и технологий в Челтнеме с отличием в области скульптуры. Является обладателем степени почётного доктора университета Глостершира. После получения образования стал работать скульптором. В 1991 году получил премию фонда принца Уэльского. В 1992 году переехал в Кот-д’Ор. Ныне живёт и работает во Франции.

## Основные работы
- Городская комедия — Королевские галереи Святого Юбера, Брюссель, Бельгия (1999 год)[8][9].
- Монумент «Битва за Британию» — Набережная Виктории, Лондон, Великобритания (2005 год)[10][11].
- Место встречи — Вокзал Сент-Панкрас, Лондон, Великобритания (2007 год)[12][13].
- Мемориал королевы Елизаветы — Карлтон-гарденс[англ.], Лондон, Великобритания (2009 год)[14][15].
- Дизайн золотого соверена к бриллиантовому юбилею правления Елизаветы II — Королевский монетный двор, 2012 год[16][17].
- Мемориал «Ирак и Афганистан» — Сады набережной Виктории[англ.], Лондон, Великобритания (2017 год)[18][19].
- Памятник Исламу Каримову — Сквер Ислама Каримова, Москва, Россия (2018 год)[20][21].

## Личная жизнь
Жена — Кэтрин, наполовину француженка. Есть дети: Рафаэль и Элоиза.